# سوره اینگلاف هگلی
سوره اینگلاف هگلی (انگلیسی: Sverre Ingolf Haugli؛ ۲۳ آوریل ۱۹۲۵ – ۱۸ اکتبر ۱۹۸۶ (aged 61)) ورزشکار اسکیت سرعت اهل نروژ بود.
وی در مسابقات کشوری و بین‌المللی در مجموع برندهٔ ۱ مدال برنز شده‌است.